# روز شغال (مجموعه تلویزیونی)
روز شغال (انگلیسی: The Day of the Jackal) یک مجموعهٔ تلویزیونی مهیج جاسوسی بریتانیایی است که بر اساس رمان فردریک فورسایت و فیلمی به همین نام ساخته شده است. در این مجموعه ادی ردمین و لاشانا لینچ به ایفای نقش پرداخته‌اند. نویسنده و خالق این مجموعه رونان بنت، تهیه‌کننده آن کریستوفر هال و کارگردانانش برایان کرک، آنتونی فیلیپسون، پل ویلمزهرست و آنو منون بود. پخش اولین سری در نوامبر ۲۰۲۴ آغاز شد و در همان ماه ساخت فصل دوم آن تأیید شد.
روز شغال نقدهای مثبتی از منتقدان دریافت کرد و دو نامزدی جایزه گلدن گلوب، جایزه گلدن گلوب بهترین مجموعه تلویزیونی – درام و جایزه گلدن گلوب بهترین بازیگر مرد – مجموعه تلویزیونی درام را دریافت کرد.

## داستان
این سریال که در فضایی سیاسی و معاصر بازآفرینی شده، بر پایه یک رمان پرفروش ساخته شده و داستان آن حول یک آدم‌کش بی‌رحم بریتانیایی با نام مستعار «شغال» می‌گردد؛ فردی مرموز که در تعقیب او، یک افسر اطلاعاتی مصمم و بی‌وقفه تلاش می‌کند.

## گزیدهٔ بازیگران
- ادی ردمین در نقش «شغال/آلکس دوگان»
- لاشانا لینچ در نقش بیانکا پولمنِ مأمور ام‌آی۶
- اورسولا کوربرو در نقش نوریا
- چوکودی ایووجی در نقش اوستیا هالکرو
- خالد عبدالله
- لیا ویلیامز
- الینور ماتسورا
- جانجو اونیل
- چارلز دنس
- نیک بلود
- پاتریک کندی
- ریچارد دورمر
- کیت دیکی
- پاتریک اوکین
- کوری جانسون
- آدام جیمز
- جرارد کرنز